# Niko Kanxheri
Niko Kanxheri (ur. 17 lutego 1947 w Tiranie) – albański aktor i reżyser.

## Życiorys
Był synem reżysera dźwięku, pracującego w Radiu Tirana. Po ukończeniu szkoły średniej w Korczy podjął studia w szkole aktorskiej im. Aleksandra Moisiu, działającej przy Teatrze Ludowym w Tiranie. W 1969 rozpoczął współpracę z Radiem Tirana, reżyserując dla niego przedstawienia teatralne (program pt. Teatr przy mikrofonie). Po ukończeniu studiów w 1969 odbył kurs specjalistyczny, organizowany przez Studio Filmowe Nowa Albania (alb. Kinostudio Shqiperia e Re) i rozpoczął karierę reżysera telewizyjnego. Jego dziełem był film Goditja, popularny program rozrywkowy Alo, tekniku, zrealizowany w 1982, a także dwa filmy fabularne. Od 1987 pracuje także na stanowisku profesora na wydziale sztuk scenicznych Uniwersytetu Sztuk w Tiranie.
W roku 1971 zadebiutował na dużym ekranie rolą Domenico w filmie fabularnym Malet me blerim mbuluar (reż. Dhimitër Anagnosti). W swoim dorobku artystycznym miał 13 ról filmowych. W 1990 otrzymał II nagrodę w kategorii najlepszych aktorów na IX Festiwalu Filmu Albańskiego.

## Role filmowe
- 1971: Malet me blerim mbuluar jako Domeniko
- 1972: Yjet e neteve te gjata jako Marko Bojalliu
- 1974: Shtigje lufte jako delegat
- 1975: Cifti i lumtur jako pan młody
- 1975: Në fillim të verës jako żołnierz Moretti
- 1976: Korrieret jako Sandri
- 1976: Toke e pergjakur jako Miti
- 1984: Militanti jako Rifat
- 1989: Kthimi i ushtrise se vdekur
- 1990: Ngjyrat e moshes jako szef redakcji
- 1990: Vetmi jako Skender
- 1991: Vdekja e kalit jako Estref, oficer Sigurimi
- 1992: Vdekja e burrit
- 1993: Qind për qind jako Sandri
- 1996: Kolonel Bunker
- 1996: Viktimat e Tivarit
- 2001: Parullat jako pasterz Selman Tosku
- 2002: Babai jako Ojciec
- 2004: Nata pa hene jako dziadek
- 2004: I dashur armik jako ksiądz
- 2008: Smutek pani Šnajder jako pracownik fabryki
- 2012: Në kërkim te kujt jako Mark Dobjani
- 2012: Pharmakon jako Dr Sokrat, ojciec Branko